# Serge Abessolo
Serge Abessolo, né en 1970 à Mouila, est un acteur, humoriste, producteur africain d'origine gabonaise.
Depuis le 17 décembre 2021, il est directeur général de l’Institut gabonais de l’image et du son (IGIS).

## Biographie

### Naissance et Famille
Constant Serge Abessolo est né le 8 mars 1970 à Mouila, dans le sud du Gabon. Son père, Raymond Mbié, originaire de Makokou dans l'Ogooué-Ivindo, a été capitaine au sein des Forces Armées du Gabon. Sa mère, Marie Thérèse Biyé, originaire de Fong Essandone, à 28 kilomètres de Bitam dans le Woleu-Ntem, au nord du Gabon, a été enseignante.

### Etudes et Formation
Il obtient le certificat d'études primaires à l’École d’application d’Akébé 1. Pendant deux ans, il a fréquenté le lycée d’État d’Oyem, au cours de ces années scolaires, il intègre la troupe de théâtre de l'établissement.
En 1992, il décroche un Certificat d’aptitude technique en mécanique automobile, suivi plus tard d'un brevet d’enseignement dans le domaine. 

### Début de carrière
En 1993, il se voit proposer un poste de reporter photographe par Wen Nang Nguema, tout en travaillant comme animateur radio à la RTG. Il collabore par la suite avec Radio soleil, Fréquence 3 et Africa no 1.
Lors d'un spectacle de Koffi Olomidé à Libreville, au cours duquel il a été reporter photographe, l’organisateur Michel Philippe Nzé lui demande de "meubler" en attendant l’arrivée de l’artiste. Cette opportunité marque le début de sa carrière humoristique, grâce à laquelle il acquiert une réputation notable à travers le Gabon et au-delà. 
Serge Abessolo s'inscrit dans des registres humoristiques variés, combinant parodies, imitations et dérisions. Il est l'auteur de plusieurs spectacles : Il était 2 fois Serge Abess , Les Sergeries d’Abess , 10 Ans de moi, Coucou me revoilà, Je suis Candidat.

## Carrière cinématographique
Serge Abessolo est remarqué par des réalisateurs tels que Marcel Sandja, qui lui offre son premier rôle au cinéma dans Orega. Il collabore ensuite avec Imunga Ivanga dans Dôlè (2000) et L’ombre de Liberty (2005), ainsi qu'avec Henri Joseph Koumba pour Les Couilles de l’éléphant,,.
Sa carrière prend un tournant international avec la série Ma famille d’Akissi Delta (2007) et des films comme Le Virus de Bleu Brigitte et Le Mec idéal d'Owell Brown. 

## Engagement administratif et diplomatique
En 2005, il obtient un diplôme de gestion administrative à l'Ecole de préparation aux carrières administratives de Libreville. Deux ans plus tard, il est nommé chef du service protocole du Ministère des Petites et Moyennes Entreprises puis repéré par le protocole de la Présidence de la République Gabonaise.
Lors du décès du président Omar Bongo Ondimba, il est désigné comme Diplomate Accompagnateur pour l’ancien Président de France Jacques Chirac.
En 2009, il devient Directeur des Cérémonies à la Présidence, côtoyant des chefs d’Etats tels: Ali Bongo, Barack Obama, Paul Biya et Denis Sassou Nguesso. 
En 2013, il retourne au Ministère des Petites et Moyennes Entreprises et en 2017, il obtient un diplôme d'attaché d'administration générale. 

## Engagement dans le cinéma africain
Depuis 2015, Serge Abessolo participe activement Festival des femmes du cinéma Africain et de la diaspora (Tazama) organisé par Claudia Yoka.
Il joue également dans des Créations originales de Canal+ comme Cacao d'Alex Ogou, Mami Watta de Samantha Biffot et Eki. 
En 2019, il produit le long métrage Si loin, si près et continue de présenter des événements, comme : le Fespam (2001), le FESPACO (2007) ou encore la cérémonie de clôture de la CAN 2012 à Libreville.

## Activités entrepreneuriales
Serge Abessolo dirige une societé de production et d'événementiel, Cap 9 Communication, qui produit des spectacles, des albums d'artistes locaux et gère sa carrière.

## Vie privée
Serge Abessolo est marié à Marie Lola Abessolo depuis juin 2008.

## Filmographie

### Cinéma
- 1998 : Orega  du réalisateur Marcel SANDJA:  Agent de la police de l'air et des frontières
- 1999 : Dolê du réalisateur Imunga Ivanga: Chroniqueur radio télé
- 2001 : Les couilles de l'éléphant  du réalisateur Henry Joseph Koumba Bididi: Kinga, le chauffeur du député
- 2005 : L'ombre de Liberty du réalisateur Imunga Ivanga: Le barman
- 2007 : Le Virus : Aka
- 2007 : Le divorce : Magloire (Rôle secondaire)
- 2009 : Le Mec idéal : Bill l'avocat riche et donjuan
- 2012 : Le cœur des femmes : Emmanuel
- 2018 : Kuntak : Biyong: Le chauffeur de bus
- 2019 : Si loin…si près  du réalisateur Saturnin: M. Mbié
- 2025 : Une si longue lettre d'Angèle Diabang : Modou Fall

### Télévision
- 2005 : Inspecteur Sory : Inspecteur Blaise
- 2006 : Ma famille : Serge Abesselo, l'ami Gabonais de Bohiri
- 2006 : Les Années école : Raîta, le prof principal de la (Ts1)
- 2015 : Aimé malgré lui : Médecin dans un camp de réfugiés
- 2016 : Série TV Chez Ombalo; Réal : Nadine Otsobogo; Rôle : (rôle principal)
- 2019 : La Parfaite Inconnue : Victor, époux de Amina Popa
- 2020 : Cacao : Elie Desva
- 2021 : Série TV Impact, Réal : El Hadji Cissoko ; Rôle: Paul Gradel (l'un des rôles principaux)
- 2021 : Série TV Mami Wata, le mystère d'Iveza ; Réal : Samantha Biffot; Rôle : Commissaire Venegor Onanga, (rôle secondaire)
- 2022 : Série TV Eki, la famille c'est secret, Réal : Nadine Otsobogo; Rôle : Le juge
- 2022 : Série TV  Le Futur est à nous, Réal : Samantha Biffot; Rôle : Ayilé Akagha (un des principaux rôles)
- 2024: Série TV Buzz, Réal : Franck Vlehi; Rôle : Nestor Alangba, vice-premier ministre ivoirien (un des principaux rôles).

## Distinctions
- 2001 : Chevalier dans l'Ordre national du Mérite
- 2010 : Chevalier dans l'Ordre de l'Étoile équatoriale

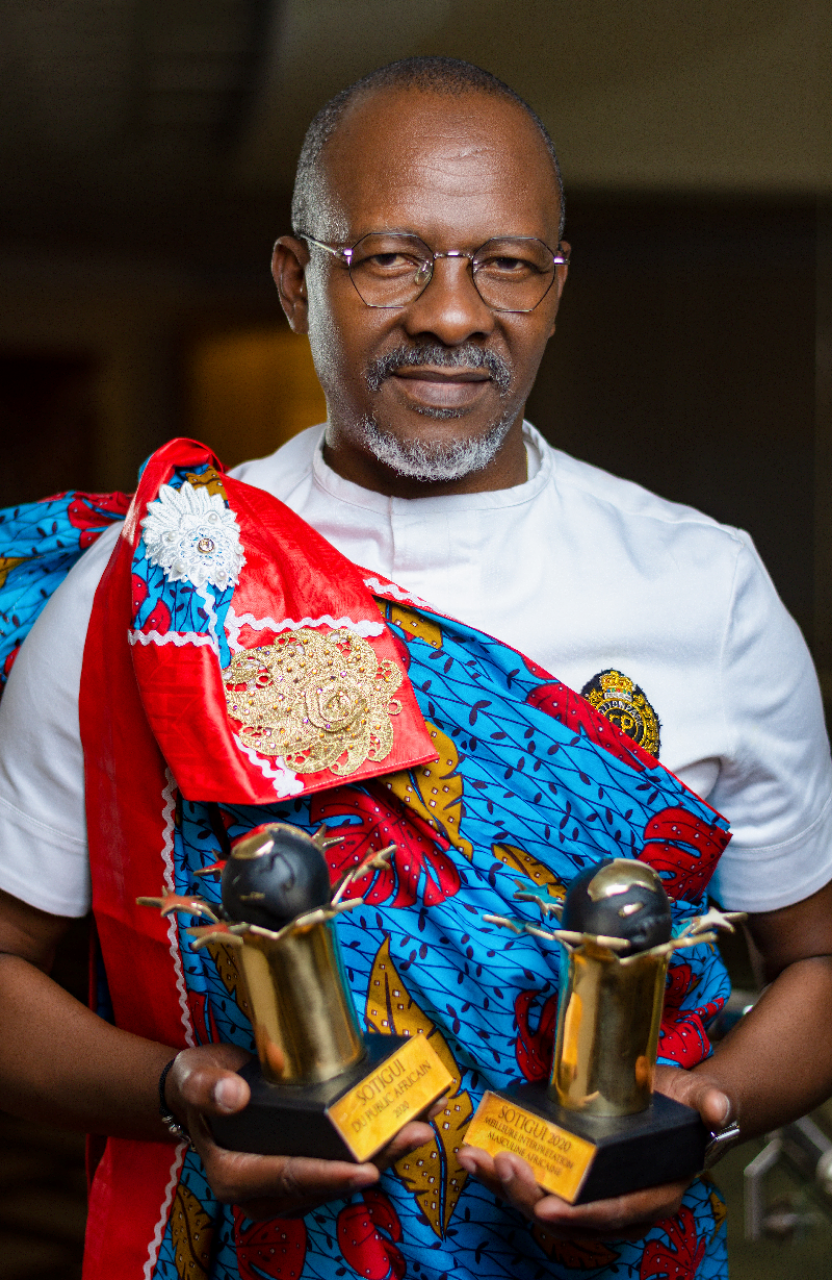
Sotigui Awards 2020

- 2018 : Officier dans l'Ordre national du Mérite (Gabon)[14]
- 2020 : Sotigui Awards[15] : Prix de la meilleure interprétation masculine Africaine, série TV[16]
- 2020 : Sotigui Awards: Prix du public Africain[17]
- 2022 : Officier dans l'ordre de l'étoile équatoriale (Gabon)
- 2023:  Nommé aux Influences Awards 2023
- 2024 : NISA : Prix Corsair de la meilleure interprétation internationale[18],[19]